# Санту-Антониу-ду-Ампару
Санту-Антониу-ду-Ампару (порт. Santo Antônio do Amparo) — муниципалитет в Бразилии, входит в штат Минас-Жерайс. Составная часть мезорегиона Запад штата Минас-Жерайс. Входит в экономико-статистический микрорегион Оливейра. Население составляет 17 850 человек на 2006 год. Занимает площадь 491,725 км². Плотность населения — 36,3 чел./км².

## История
Город основан 31 декабря 1938 года.

## Статистика
- Валовой внутренний продукт на 2003 год составляет 73 038 969,00 реалов (данные: Бразильский институт географии и статистики).
- Валовой внутренний продукт на душу населения на 2003 год составляет 4283,31 реалов (данные: Бразильский институт географии и статистики).
- Индекс развития человеческого потенциала на 2000 год составляет 0,726 (данные: Программа развития ООН).